# Kallbrunnalm

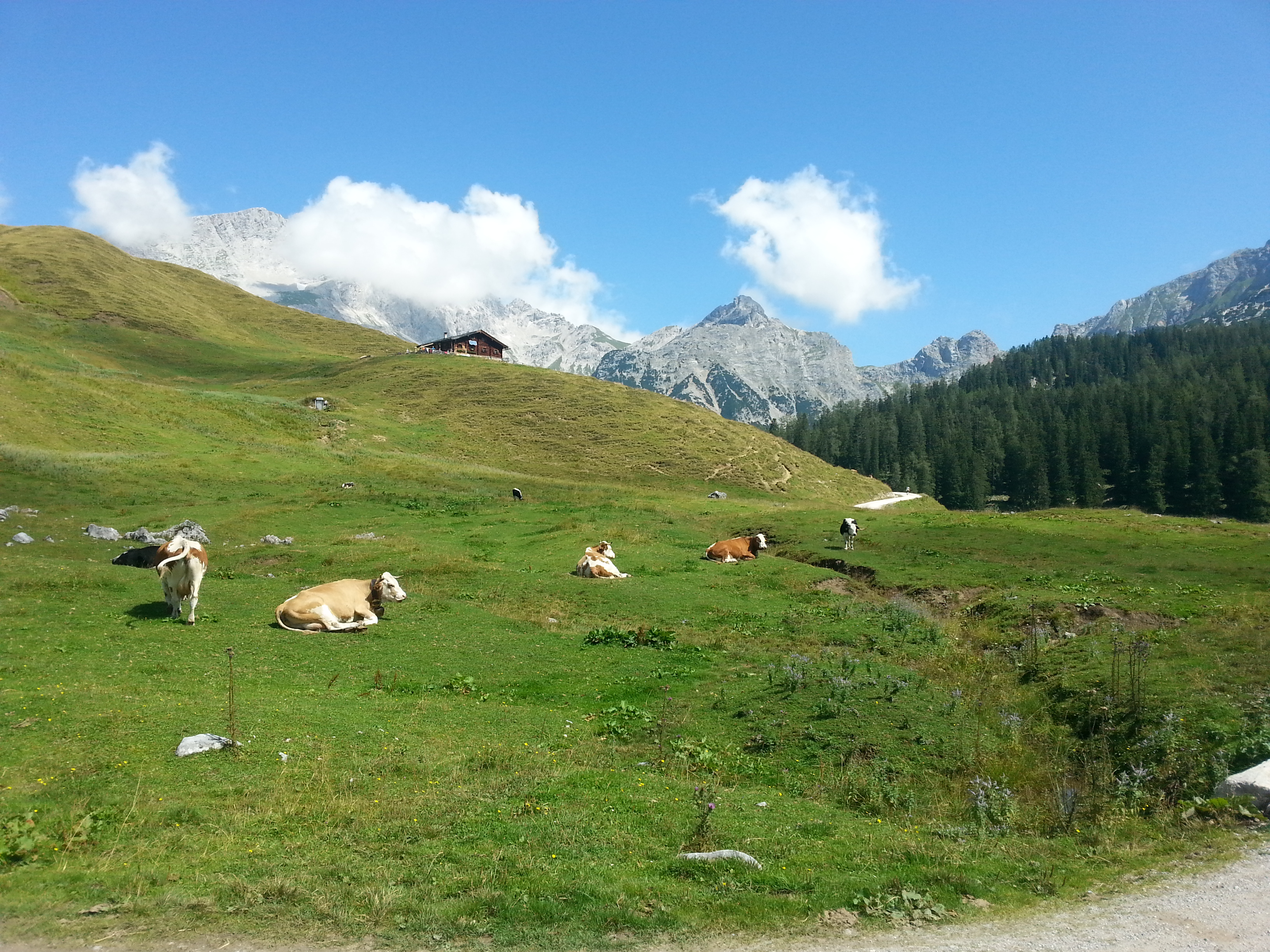
Kallbrunnalm

Die Kallbrunnalm (1454 m ü. A.) im Gemeindegebiet von Weißbach bei Lofer (Pinzgau, Land Salzburg) in den Berchtesgadener Alpen ist die größte Alm im bayerisch-österreichischen Grenzgebiet und wurde 1386 erstmals erwähnt.
Die Alm mit einer Fläche von 254 Hektar liegt unterhalb des Seehorns und gehört zur Katastralgemeinde Oberweißbach im Osten der Gemeinde. Sie bildet eine vom Revier Falleck der bayerischen Saalforste umschlossene Enklave. Das Gebiet gehört zum Naturschutzgebiet Kalkhochalpen.

## Geschichte der Alm
Die Kallbrunnalm wird erstmals 1386 urkundlich erwähnt. Da die Alm zur lange Zeit reichsunmittelbaren Fürstpropstei Berchtesgaden gehörte, besaßen ursprünglich ausschließlich Bauern aus dem Berchtesgadener Talkessel das Almrecht, übertrugen aber einen Teil im 18. Jahrhundert an Bauern aus Pürzlbach und weiteren Orten. Deshalb wuchs die Alm auf mittlerweile 30 Hütten. Noch heute kommt über die Hälfte der Bauern aus dem ursprünglich berechtigten Bereich – 15 aus Ramsau bei Berchtesgaden, einer aus Bischofswiesen. Die restlichen Bauern sind Pinzgauer. Sei der Aufstauung und Errichtung des Dießbachstausees im Jahr 1961 ist sie mit einer Forststraße in Tal verbunden.

## Almwirtschaft
Auf der Kallbrunnalm betreiben die berechtigten Bauern den jeweiligen Almbetrieb eigenständig und verfügen über jeweils einen eigenen Kaser mit Sennerin. Sie haben sich aber zu einer Agrargemeinschaft für übergreifende Themen zusammengeschlossen und betreiben gemeinsam eine Käserei.

## Tourismus
Auf der Kallbrunnalm gibt es eine Jausenstation. Die Kallbrunnalm gehört zu den beliebtesten Wanderziele in Weißbach bei Lofer und ist auf Forstwegen vom Hirschbichlpass und aus dem Weißbachtal erreichbar. In der Nähe der Alm liegt der Dießbachstausee. Bergtouren sind unter anderem zum Seehornsee und das Seehorn möglich. Küh- und Hochkranz sind anspruchsvoll.